# Coelosphaera solenoidea
Coelosphaera solenoidea är en svampdjursart som först beskrevs av Claude Lévi 1964.  Coelosphaera solenoidea ingår i släktet Coelosphaera och familjen Coelosphaeridae.
Artens utbredningsområde är Moçambiquekanalen. Inga underarter finns listade i Catalogue of Life.